# お父さんは二度死ぬ
『お父さんは二度死ぬ』（おとうさんはにどしぬ）は、NHK BSプレミアムで2013年6月1日から6月22日まで毎週土曜23:15 - 23:44（プレミアムよるドラマ枠）に全4話放送したNHK制作のテレビドラマである。南沢奈央はNHK連続ドラマの初主演となる。

## あらすじ
出張先で突然死亡した父親・大沢俊夫の通夜の斎場に、刑事がやってきた。大沢麻衣子は遺品の手帳に残された『謎のメモ』や『遺体のあざ』を目撃し、仕事で家庭を留守にしがちだった父親の死に疑問を抱く。会社の友人や同僚から聞く生前の父親についての話は、予想もしない父の姿だった。
刑事や同僚の口から出た「殺人、借金」の言葉に動揺し、疑惑の念はさらに膨らむ。しかし、斎場の正面に掲げられた看板を目前にし、カギを握る人物の告白により、意外な事実が明らかにされる。

## 登場人物
大沢 麻衣子（おおさわ まいこ）（20）
演：南沢奈央（幼少期：はんな）
俊夫の娘。初めは無関心だったが、徐々に父親の死に疑問を抱き、事件の真相に迫っていく。
大沢 幸恵（おおさわ さちえ）
演：麻生祐未
俊夫の妻。夫の急死によって彼の知らなかった一面が明らかにされ狼狽する。
大沢 隆司（おおさわ りゅうじ）
演：柾木玲弥（幼少期：長谷川戒）
麻衣子の弟。受験を控えた高校生。野球をやめたことを家族に隠していた。姉とともに事件の真相に迫る。
大沢 俊夫（おおさわ としお）
演：遠藤憲一
金倉製菓会社で仕事一筋の営業部長。出張先の北海道で死ぬ。
武藤 孝文
演：安田顕
俊夫の部下。
佐渡 憲二
演：渡辺いっけい
俊夫の同僚。
金倉 瑠唯
演：キムラ緑子
金倉製菓社長。20年間秘密を隠していた。
井ノ原刑事
演：植原卓也
北海道警察の刑事。
波多野刑事
演：田中要次
北海道警察の刑事。
笹倉 勝久
演：笹野高史
バッティングセンターの経営者。
並木
演：竹内都子
藤田
演：小坂逸
小坂
演：木村正和
取引先社長
演：佐々木隆
島田
演：福島まり子
高井
演：猪狩朝海
鈴木
演：岡部雅子
松本
演：小栗山晃市
松本隆司
演：法王倭
阿部
演：深沢敦
下谷正輝
演：田口雄二郎
水野
演：店長松本
柳田刑事
演：西慶子
写真の女
演：千明芸夢

## スタッフ
- 脚本：秦建日子
- 撮影：金澤賢昌
- 音声：畑幸太郎
- 音響効果：石井和之
- 照明：南所登
- 編集：山田典久
- 美術：乾友一郎
- 演出：藤井裕也
- 制作統括：堤啓介、鈴木亜希乃
- 制作著作：NHK・AX-ON

## 放映日程
| 話数 | 放映日  | サブタイトル   |
| ---- | ------- | -------------- |
| 1    | 6月01日 | お父さんの仕事 |
| 2    | 6月08日 | お父さんの趣味 |
| 3    | 6月15日 | お父さんの借金 |
| 4    | 6月22日 | お父さんの家族 |